# Robin Vik
Robin Vik (Hradec Králové, 5 de enero de 1980) es un exjugador profesional de tenis checo.
Vik se hizo profesional en 1995 y alcanzó su mejor posición en la lista ATP con el número 57 en enero de 2006. Sus mejoresparticipaciones fueron las semifinales en el Torneo de San Petersburgo de 2005 y los cuartos de final de Dubai de 2006 y BMW Open de Múnich de 2006. Entre sus importante victorias individuales fueron al número 10 del mundo Gastón Gaudio en la Copa Mundial por Equipos 2006, el 25 del mundo Tomáš Berdych en Dubai de 2006, el 27 Mikhail Youzhny en el Torneo de San Petersburgo de 2005 y el 27 del mundo Guillermo Coria en el Torneo de Umag de 2006.

### Clasificación en torneos del Grand Slam
| Torneo               | 2000 | 2001 | 2002 | 2003 | 2004 | 2005 | 2006 | 2007 | Títulos |
| -------------------- | ---- | ---- | ---- | ---- | ---- | ---- | ---- | ---- | ------- |
| Abierto de Australia | -    | Q1   | -    | -    | -    | -    | 1r   | Q3   | 0       |
| Roland Garros        | -    | -    | -    | -    | -    | 2r   | 1r   | Q2   | 0       |
| Wimbledon            | -    | Q1   | -    | Q2   | -    | Q1   | 1r   | Q1   | 0       |
| US Open              | Q1   | -    | Q1   | -    | Q2   | 1r   | 1r   | -    | 0       |

## Títulos Challenger

### Individual (13)
| N.º | Fecha        | Torneo      | Superficie    | Oponente en la final | Resultado     |
| --- | ------------ | ----------- | ------------- | -------------------- | ------------- |
| 1.  | Febrero 2005 | Wrocław     | Dura          | Michal Tabara        | 6–4, 6–3      |
| 2.  | Marzo 2005   | Kyoto       | Moqueta       | Pavel Šnobel         | 6–4, 6–4      |
| 3.  | Abril 2005   | Nottingham  | Dura          | Jonathan Marray      | 6–3, 6–2      |
| 4.  | Agosto 2005  | Graz        | Dura          | Roko Karanušić       | 6–4, 4–2 ret. |
| 5.  | Mayo 2006    | Praga       | Tierra batida | Jan Hájek            | 6–4, 7–6(7–4) |
| 6.  | Julio 2009   | Oberstaufen | Tierra batida | Jan Minar            | 6–1, 6–2      |

### Dobles (4)
| N.º | Fecha      | Torneo    | Superficie    | Pareja          | Oponente en la final             | Resultado |
| --- | ---------- | --------- | ------------- | --------------- | -------------------------------- | --------- |
| 1.  | Marzo 2006 | Sunrise   | Dura          | Petr Pála       | Dmitry Tursunov Goran Dragicevic | 6–4, 6–2  |
| 2.  | Marzo 2007 | Cherbourg | Dura          | Michal Mertiňák | Łukasz Kubot Dick Norman         | 6–2, 6–4  |
| 3.  | Mayo 2009  | Ostrava   | Tierra batida | Jan Hájek       | Matus Horecny Tomas Janci        | 6–2, 6–4  |